# Villa Lindhov, Fagersjövägen

Villa Lindhov (fastigheten Fagersjö 1:2) är en byggnad vid Fagersjövägen 203 i stadsdelen Fagersjö i södra Stockholm. Trävillan byggdes 1910 för Harald Lind och han namngav huset efter sig. Villa Lindhov var en av villorna i Fagersjödelen av Södertörns villastad. Den hör i dag till de få kvarvarande och relativt välbevarade villorna från denna tid. Byggnaden är grönklassad av Stadsmuseet i Stockholm vilket innebär att bebyggelsen anses vara ”särskilt värdefull från historisk, kulturhistorisk, miljömässig eller konstnärlig synpunkt”.

## Historik
När det nybildade ”Aktiebolaget Södertörns Villastad” började stycka och sälja tomter i början av 1900-talet uppfördes de första villorna i Fagersjödelen norr om den nya Nynäsbanan i närheten av stationshuset ”Fagersjö”.  Många av villorna är numera rivna när der moderna Fagersjö byggdes på 1960-talet och de kvarvarande är ofta förändrade. Till de få ursprungliga villorna hör Villa Edvardshäll (Fagersjövägen 211) och ”Fagerö 1:2”.
Husets exteriör präglas av fasader med riklig så kallad snickarglädje och ett litet utanpåliggande trapptorn. Fasaderna är klädda med vitmålad pärlspontpanel, liggande och stående samt listverk i blåmålat trä. Mot nordväst, över entrén finns en halvrund formad altan med blåmålat träräcke med dekorativt formad, kraftig balustrad. Yttertaket är ett sadeltak med valmade spetsar. Trapptornet kröns av ett karnissvängt kupoltak med knopp i svart plåt. Fastigheten är grönklassad av Stockholms stadsmuseum vilket betyder att den har bebyggelse som är särskilt värdefull från historisk, kulturhistorisk, miljömässig eller konstnärlig synpunkt. Villan är privatbostad.